# OK Jedinstvo Stara Pazova
O Odbojkaški klub Jedinstvo Stara Pazova  (em sérvio:Одбојкашки клуб Јединство Старе Пазове) é um clube de voleibol cuja sede é em Stara Pazova

## História
Fundado no ano 1931, na temporada de 2009-10, obteve o segundo lugar na Primeira Liga da Sérvia e disputou um play-off  de promoção à Superliga, quando foi derrotado nos três jogos pelo Spartak de Ljig, e mesmo assim obteve a promoção elite, quando aumentou a participação de oito para dez clubes na Superliga de 2010-11. Foi rebaixado na edição da temporada 2011-12, e após vencer Primeira Liga da Sérvia de 2012-13 retornou à Superliga de 2013-14 e finalizou na quarta colocação e foi semifinalista da Copa da Sérvia, realizada em Stara Pazova..
No período esportivo de 2014-15, avançou às semifinais e conquistou o quarto lugar na Superliga e conquistaram a vaga para disputar a Challenge Cup na mesma temporada; nas competições de 2015-16,  disputou a Challenge Cup e conquistou o vice-campeonato na Copa da Sérvia, também avançou a final da Superliga e foi derrotado em ambas pelo OK Vizura, repetindo a mesma posição na jornada 2016-17 diante do mesmo rival, mas, conquistou o primeiro título nacional na Supercopa da Sérvia de 2016 e na correspondente Copa da Sérvia diante do Dinamo Pančevo e nesta temporada estreou Copa CEV.
Na jornada de 2017-18, foi vice-campeão da Supercopa da Sérvia, disputou a Copa CEV e finalizou na quarta posição na Superliga.Na temporada de 2018-19 foi vice-campeão da Superliga, obtendo  o segundo lugar na Superliga e na Copa da Sérvia de 2019-20.Na temporada de 2020-21 conquistou o terceiro lugar na Superliga. Nas competições de 2021-22 finalizou em quarto lugar na Superliga.O primeiro título da Superliga ocorreu na temporada 2022-23, além do vice-campeonato na Copa da Sérvia. Em 2023, conquistou o segundo título da Supercopa da Sérvia.

### Títulos conquistados
Campeonato Sérvio
- Campeão:2022-23
- Vice-campeão:2015-16,2016-17, 2018-19, 2019-20
- Terceiro posto:2020-21,
- Quarto posto:2013-14, 2014-15, 2017-18, 2021-22

 Copa da Sérvia
- Campeão: 2016-17
- Vice-campeão: 2015-16, 2019-20, 2022-23

  Supercopa Sérvia
- Campeão: 2016 e 2023
- Vice-campeão: 2017

 Copa CEV
 Liga dos Campeões da Europa
 Challenge Cup

 Mundial de Clubes